# Andriivka, Vilneansk
Andriivka (în ucraineană Андріївка) este un sat în comuna Mîhailivka din raionul Vilneansk, regiunea Zaporijjea, Ucraina.

## Demografie
Componența lingvistică a localității Andriivka
     Ucraineană (66,67%)
     Rusă (33,33%)
Conform recensământului din 2001, majoritatea populației localității Andriivka era vorbitoare de ucraineană (66,67%), existând în minoritate și vorbitori de rusă (33,33%).